# بیابان‌رست رنگی‌پوش
بیابان‌رُست رنگی‌پوش (نام علمی: Eremophila duttonii) نام یک گونه از سرده بیابان‌رست است.